# Mark Ledford
Mark Ledford (1960 - Los Angeles, 1º de novembro de 2004) foi um vocalista, trompetista, baterista e guitarrista americano.
Ele era famoso por ser um músico multi-instrumental, e por sua participação no Pat Metheny Group.
Mark Ledford cresceu em Detroit, Estados Unidos e realizou seus estudos musicais na Berklee College of Music entre 1978 e 1982. Após graduar-se, Ledford ganhou um trabalho em publicidade, enquanto ao mesmo tempo fazia sessões de trabalho ao gosto de Stephanie Mills, Jon Hendricks, Special EFX, Kevin Eubanks, Bill Evans, Don Byron entre outros. Ledford iria mais tarde contribuir para as trilhas sonoras de alguns filmes de Spike Lee. Em 1986, ele começou a trabalhar com Pat Metheny, aparecendo ao vivo com o Pat Metheny Group e nas gravações como Secret Story and Still Life (Talking). Ele também trabalhou com o Bobby McFerrin's a cappela Group. Entre 1990 e 1992, Ledford ensinou master classes de trompete no Banff Centre em Alberta, Canada. Em 1998, ele lançou um CD solo, "Miles 2 Go", em tributo a Miles Davis.
Mark Ledford faleceu devido a um ataque cardíaco.